# Ленц, Готтлиб Эдуард
Эдуард Готтлиб Ленц (1788, Тарту — 1829, Санкт-Петербург) — ординарный профессор практического богословия в Дерптском университете; сын пастора Фридриха Давида Ленца.

## Биография
Изучал богословие в Дерптском университете, курс которого окончил в 1806 году.  После смерти своего отца в 1809 году стал его преемником в евангелическо-лютеранской церкви Св. Иоанна в Дерпте.
В 1823 году кандидатура Ленца была выдвинута на освободившуюся кафедру практического богословия при Дерптском университете, причём в представлении богословского факультета говорилось, что «не глубокая и обширная богословская его ученость, но приобретенная им 14-летнею деятельностью на духовном поприще по разным отраслям духовной жизни христианская набожность и знакомство со всеми условиями местной церковной жизни побудили факультет избрать его кандидатом на вакантную кафедру». Ленц был избран профессором практического богословия, но со свойственной ему скромностью предложенную кафедру согласился принять со званием экстраординарного профессора. Между тем, по представлению попечителя графа Ливена, Ленц был назначен ординарным профессором. Тогда Ленц обратился в совет с просьбою до конца года не связывать его принятием кафедры, и тем дать ему возможность испытать свои способности к профессуре. В конце полугодия Ленц заявил совету, что он не может принять предложенной ему должности, так как в продолжение временного исполнения своих обязанностей он не мог удовлетворить самого себя. Вследствие этого он был уволен в отставку с предоставлением ему однако права, впредь до нового замещения кафедры, продолжать свою деятельность при университете. Но исправляя временно должность профессора по вакантной кафедре практического богословия, Ленц почувствовал некоторую уверенность в собственных силах для преподавания и был вторично утверждён в своей должности. С этого времени он отказался от своей пасторской деятельности и всецело посвятил себя занятиям по кафедре практического богословия.
В 1829 году Ленц был вызван в Санкт-Петербург для участия в работах по составлению проекта духовного устава лютеранской церкви в Российской империи. Кильский университет в том же году избрал его своим почётным доктором богословия.
В печати известно несколько его проповедей, а также «Commentatio de Duchoborzis» (Dorpat, 1829).